# Пескера-де-Дуеро
Пескера-де-Дуеро (ісп. Pesquera de Duero) — муніципалітет в Іспанії, у складі автономної спільноти Кастилія-і-Леон, у провінції Вальядолід. Населення — 526 осіб (2010).
Муніципалітет розташований на відстані близько 140 км на північ від Мадрида, 47 км на схід від Вальядоліда.

## Демографія
Динаміка населення (INE ):

## Галерея зображень

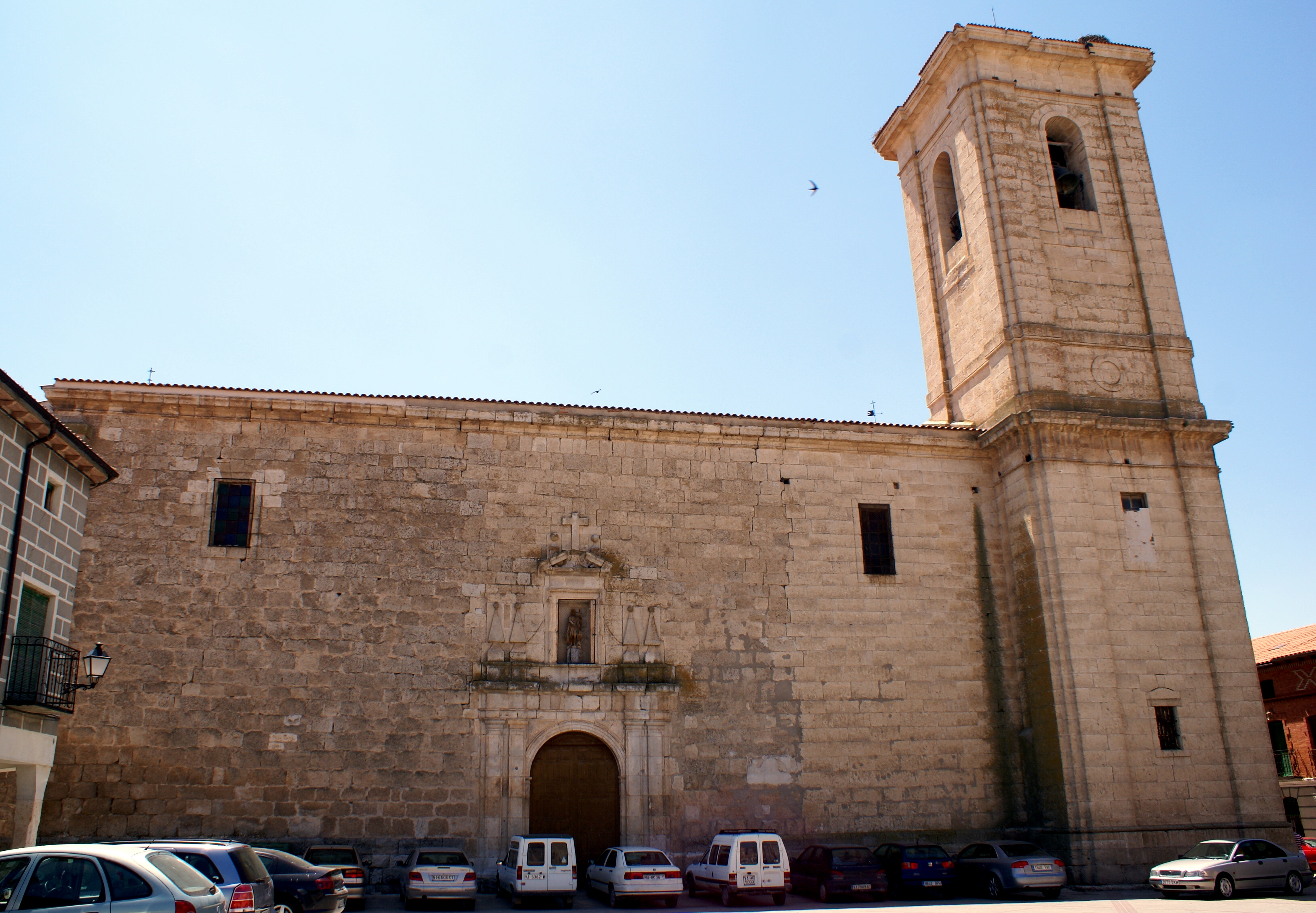
Церква Сан-Хуан-Баутіста
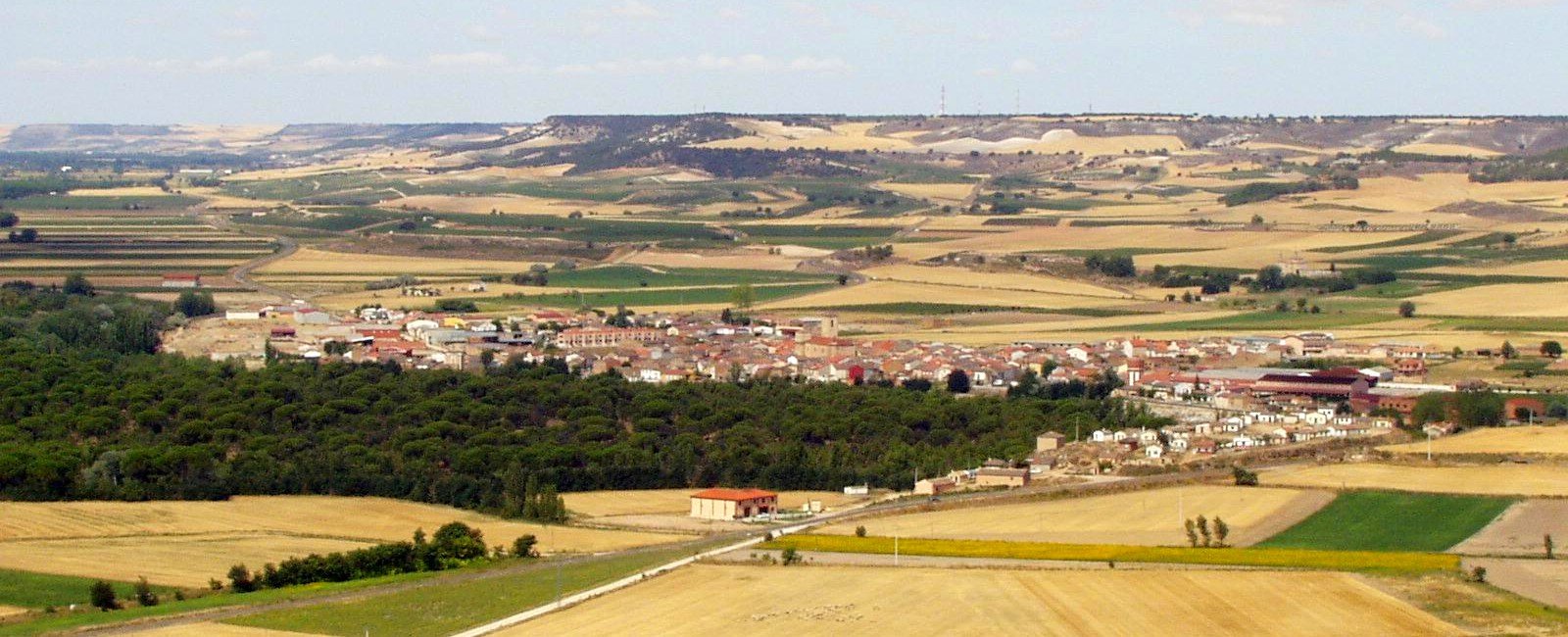
Пескера-де-Дуеро